# Dan Wells (autocoureur)
Dan Wells (Southampton, 29 mei 1991) is een Brits autocoureur.

## Carrière
Wells begon zijn autosportcarrière in het karting in 2009, nadat hij op achttienjarige leeftijd zijn studie voltooide. Hij nam deel aan de Senior Rotax en zette in zijn eerste race op Clay Pigeon direct een snelste ronde neer, waarmee hij de enige coureur is die dit deed op deze baan.
In 2010 maakte Wells de overstap naar het formuleracing, waarbij hij zijn debuut maakte in de Formule Ford 1600. Hij won vijf races in zeven raceweekenden. Door zijn resultaten mocht hij van de Racing Steps Foundation meedoen aan de Formule Renault UK Winter Cup aan het eind van het seizoen voor het team Fortec Motorsports. Met een vijfde plaats tijdens het eerste raceweekend op het Snetterton Motor Racing Circuit als beste resultaat werd hij elfde in het kampioenschap met 56 punten.
In 2011 maakte Wells de overstap naar het hoofdkampioenschap van de Formule Renault UK, waarbij hij vanaf het derde raceweekend instapte bij het team Atech Reid GP. Met twee vierde plaatsen op de Rockingham Motor Speedway en Brands Hatch als beste resultaten werd hij tiende in het kampioenschap met 251 punten. Aan het eind van het seizoen reed hij voor Atech in de Formule Renault UK Final Series en behaalde drie podiumplaatsen in zes races, waardoor hij achter Oliver Rowland als tweede in het kampioenschap eindigde met 136 punten. Na dit seizoen hield de Formule Renault UK echter op te bestaan en moest Wells ergens anders een zitje zoeken, waarbij zijn oog op Azië viel.
In 2012 stapte Wells over naar de Formula Pilota China en kwam uit voor het team KCMG. Hij won drie races op het Ordos International Circuit en werd met nog zes andere podiumplaatsen achter Antonio Giovinazzi tweede in de eindstand met 179 punten. Aan het eind van het seizoen keerde hij kortstondig terug naar Europa om voor Atech deel te nemen aan het laatste raceweekend van de Eurocup Formule Renault 2.0 op het Circuit de Catalunya.
In 2013 had Wells geen vast racezitje en nam enkel deel aan het laatste raceweekend van het kampioenschap dat inmiddels de Formula Masters China heette op het Shanghai International Circuit voor het team Cebu Pacific Air by KCMG. Hij eindigde de races als vijfde, zevende en nogmaals vijfde, waardoor hij dertiende werd in de eindstand met 7 punten. Vervolgens reed hij ook in de supportrace van de Grand Prix van Macau op het Circuito da Guia en werd achter Akash Nandy tweede in de race.
In 2014 keerde Wells fulltime terug in de Formula Masters China bij KCMG. Hij won twee races op het Zhuhai International Circuit en het Shanghai International Circuit en werd achter James Munro en Matt Solomon derde in de eindstand met 177 punten. Tijdens het seizoen keerde hij ook terug in Europa om zijn Formule 3-debuut te maken in het Britse Formule 3-kampioenschap tijdens het raceweekend op Brands Hatch voor het team Double R Racing. Hij stond in alle races op het podium en werd zo tiende in de eindstand met 41 punten. Tevens reed hij in het laatste raceweekend van het Japanse Formule 3-kampioenschap op de Fuji Speedway voor het team Toda Racing. Met een tiende en een negende plaats werd hij veertiende in het kampioenschap. Aansluitend kwam hij uit in de Grand Prix van Macau voor Toda en werd hierin zeventiende.
In 2015 maakte Wells de overstap naar de Aziatische Formule Renault Challenge, waarin hij reed voor BlackArts Racing by KCMG. Hij wist enkel de eerste twee races van het seizoen niet te winnen, maar in de overige vijf raceweekenden won hij alle tien races en werd zo overtuigend kampioen met 330 punten. Aan het eind van dat jaar maakte hij ook zijn debuut in de TCR International Series voor het team Campos Racing in een Opel Astra OPC tijdens het laatste raceweekend op het Circuito da Guia, maar hij had problemen met zijn auto en kwam zo in geen van beide races in actie. Ook nam hij deel aan de 3 uur van Sepang, onderdeel van de Asian Le Mans Series, voor KCMG en won in de GT Am-klasse.